# 玉皇登殿
《玉皇登殿》，1920年代粵劇著名傳統例戲之一，曾經一度失傳，2010年再度公演。
一般在神誕或者廟會首日白晝時間演出，然後才演出《賀壽》、《跳加官》、《天姬送子》。
故事講述玉皇大帝未登位前，本來是人間太子，為了消除民間疾苦而放棄皇位，更向敵國獻上土地財產來尋求和平。最後被佛母點化為玉皇大帝。
由於《玉皇登殿》規模過於龐大，神祇人物眾多，功架與排場又十分複雜。在1930年代薛馬爭雄時期，《玉皇登殿》開始式微。自從1958年11月關德興邀請全行伶人演出後，未曾公演。1998年，阮兆輝及新劍郎等粵劇伶人前往廣州與馬來西亞等地，向前輩請教故事內容和表演細節，由新金山貞和尤聲普負責排演，終於修復了《玉皇登殿》。同時，由於神祇眾多，也有助研究中國傳統，具有歷史研究價值。